# Hideaki Wakui
Hideaki Wakui (jap. 涌井 秀章, Wakui Hideaki; * 21. Juni 1986 in Matsudo, Präfektur Chiba) ist ein japanischer Baseballspieler auf der Position des Pitchers. Er spielt seit seinem Profidebüt 2005 für die Seibu Lions in der japanischen Pacific League. 2009 wurde er mit dem Sawamura-Eiji-Preis für den besten Pitcher der Liga ausgezeichnet.
Wakui begann in der Grundschule mit Softball und spielte in seiner Mittelschulzeit in der Little Senior League (ritoru shinia) Baseball. Anschließend besuchte er die private Yokohama-Oberschule, die im Frühjahrs-Kōshien 2003 mit dem ein Jahr älteren Yoshihisa Naruse bis ins Halbfinale vorrückte, beim Sommer-Kōshien 2004 bis ins Viertelfinale.
Im Draft 2004 wurde Wakui in der ersten Runde von den Seibu Lions ausgewählt. Bereits in der Saison 2005 hatte er 13 Einsätze als Starter und gehört seit 2006 mit jährlich über 20 Starts zur Stammrotation der Lions. 2006 wurde er erstmals für das All-Star-Game ausgewählt, an dem er danach 2007, 2009 und 2010 wieder teilnahm. 2007 und 2009 führte Wakui die Pacific League in Wins an. 2008 wurde er zum MVP der Climax Series, den Playoffs, gewählt und gewann anschließend mit den Lions den Meistertitel in der Nihon Series, in der er das erste (Win) und fünfte (Loss) Spiel eröffnete. 2009 verpasste Seibu zwar die Playoffs, Wakui wurde aber für eine starke Saisonleistung (16-6 in 27 Starts, ERA 2.30, 4 Shutouts) mit dem Sawamura-Eiji-Preis ausgezeichnet und erhielt außerdem den Golden Glove, der jährlich an die besten Fielder vergeben wird (Äquivalent zum Gold Glove der Major League).
Für die japanische Baseballnationalmannschaft nahm Wakui 2008 an den Olympischen Spielen in Beijing, 2009 am zweiten World Baseball Classic teil, als er neben den starken japanischen Pitchern Yū Darvish, Daisuke Matsuzaka und Hisashi Iwakuma nur in 3 1/3 Innings als Reliever warf, aber einen Win und einen Hold zum Turniersieg Japans beisteuerte.
2010 eröffnete Wakui das dritte Jahr in Folge als kaimaku-tōshu („Eröffnungspitcher“) die Saison für die Lions und führte die Seibu-Rotation mit 14 Wins an.